# Martina Schröter
Martina Schröter (ur. 16 listopada 1960 w Weimarze) – niemiecka wioślarka reprezentująca NRD, dwukrotna medalistka olimpijska i pięciokrotna medalistka mistrzostw świata.

## Kariera
Wystąpiła na igrzyskach olimpijskich w Moskwie w 1980, gdzie zdobyła złoty medal w jedynkach. W finale uplasowała się 2,85 sekundy za Rumunką Sandą Tomą i o 1,89 sekundy za Antoniną Machiną z ZSRR. Nie brała udziału w igrzyskach olimpijskich w Los Angeles w 1984, z uwagi na bojkot zawodów przez NRD. Wystartowała za to w dwójkach podwójnych na igrzyskach olimpijskich w Seulu w 1988, zdobywając złoty medal. Wspólnie z Birgit Peter w finale o 3,88 sekundy wyprzedziły Rumunki i 5,15 sekundy Bułgarki. 
W dwójkach podwójnych zdobywała złoto na mistrzostwach świata w Duisburgu (1983) i mistrzostwach świata w Hazewinkel (1985) oraz srebro na mistrzostwach świata w Lucernie (1982). Ponadto zdobywała srebrne medale w jedynkach na mistrzostwach świata w Bledzie (1979) i mistrzostwach świata w Kopenhadze (1987), plasując się odpowiednio za Sandą Tomą i Magdaleną Georgiewą z Bułgarii.
Z wykształcenia była dentystką. Odznaczona Orderem Zasługi dla Ojczyzny oraz Orderem „Gwiazda Przyjaźni między Narodami”.